# 13540 Kazukitakahashi
13540 Kazukitakahashi este un asteroid din centura principală de asteroizi.

## Descriere
13540 Kazukitakahashi este un asteroid din centura principală de asteroizi. A fost descoperit pe 29 octombrie 1991 la Kitami de Atsushi Takahashi și Kazuro Watanabe. Asteroidul prezintă o orbită caracterizată de o semiaxă mare de 2,36 ua, o excentricitate de 0,15 și o înclinație de 1,9° în raport cu ecliptica.